# گونسالو استیوز
گونسالو استیوز (پرتغالی: Gonçalo Esteves؛ زادهٔ ۲۷ فوریهٔ ۲۰۰۴) بازیکن فوتبال اهل پرتغال است.
وی همچنین در تیم‌های ملی فوتبال زیر ۱۶ سال پرتغال، زیر ۱۸ سال پرتغال، و زیر ۱۹ سال پرتغال بازی کرده است.

## دوران حرفه‌ای
استیوز در سال ۲۰۲۱ از پورتو به اسپورتینگ پیوست. او به خوبی در باشگاه جدیدش درخشید و در عرض یک هفته، روبن آموریم، سرمربی تیم اصلی را به اندازه کافی تحت تأثیر قرار داد تا جایی در تمرینات تیم اول پیدا کند. پس از عملکرد خوب برای تیم اسپورتینگ B، استیوز در فهرست «نسل بعدی» گاردین برای سال ۲۰۲۱ قرار گرفت.
او اولین گل خود را برای تیم اسپورتینگ B در جریان پیروزی ۲ بر صفر مقابل کووا دا پیده به ثمر رساند.